# Valve Hammer Editor
Il Valve Hammer Editor è un editor di livelli sviluppato e distribuito dalla Valve. Esso permette di creare mappe per tutti i videogiochi della Valve che utilizzano i motori grafici GoldSrc e Source Engine.

## Utilizzo
Il Valve Hammer Editor è semplice da usare. A sinistra dello schermo si vedono gli strumenti per costruire i blocchi, modificarli, far comparire le entità e altro. In alto ci sono degli strumenti che servono a modificare in modo secondario e a settare le impostazioni. A destra, abbiamo i blocchi che possono essere costruiti, le entità, la selezione dei visgroup e delle texture; i visgroup raggruppano gli oggetti e possono anche essere resi invisibili tramite questa funzione, in modo da essere liberi nella costruzione; le texture sono le pareti (di metallo, di pietra...) e i colori. Al centro sono presenti le interfacce per costruire.

## Gli strumenti
Gli strumenti sono vari. Si parte dal tasto cursore, che serve a selezionare gli elementi nell'interfaccia, fino a strumenti di modifica sempre più complesso. Essi servono a: creare blocchi, cioè per creare le pareti, i muri, il pavimento. Far comparire le entità negli spazi di gioco. L'editor di texture, che presenta più comandi per l'applicazione delle texture in gioco (non le crea) e permette di creare l'acqua nei giochi source. L'applicazione texture immediata, che permette di modificare le texture di una parete, senza accedere ad alcun menù, le texture vengono modificate immediatamente.

## L'entità
L'entità (entity) sono diverse e divise in gruppi, ci sono quelle che creano porte, caricamenti, pericoli ambientali, personaggi (chiamati NPC), iniziano il gioco, creano nebbia, fanno comparire armi, creano esplosioni e tanto altro ancora, alcune si attivano all'inizio del gioco, altre sono da usare, altre vengono attivate tramite dei trigger attivati dai giocatori in modi diversi (passando in un'area o premendo un pulsante ecc...). Il più importante è l'info_player_start, che decide dove il giocatore deve iniziare il livello; senza di esso, l'Hammer non convertirà la mappa in un file BMP, che il gioco legge come mappe. Inserendo il file VMF, che viene aperto dall'Hammer, il gioco non leggerà la mappa: è come se quel file fosse stato messo nel posto sbagliato. Poi seguono le armi (come weapon_crowbar), gli npc (come npc_zombie), i pericoli e i fenomeni naturali (come env_fire, env_fog), i trigger (come trigger_changelevel, trigger_once) e altri. Essi vengono inseriti nel gioco, grazie all'apposito strumento.

## I blocchi
I blocchi vengono modificati attraverso il menù per scegliere la forma, come piramidale, ovale e circolare. Nei giochi goldsource, è presente anche l'impostazione per dare ai blocchi la forma di tavoli, sedie, lampade. Nei giochi source, questo comando è stato sostituito con le prop, che sono i modelli degli oggetti, che possono essere spostati e rispettano la forza di gravità

## Le prop (divisione)
Delle prop si parla alla fine della categoria "i blocchi". Tuttavia delle prop non si è detto che esse si dividono in categorie che sono:
- prop_static: Queste prop, restano ferme nel loro posto e non rispettano la forza di gravità del gioco.
- prop_dynamic: Queste prop possono essere spinte, ed esse possono cadere per terra,ma non possono essere raccolte dai giocatori
- prop_physich: Queste prop rispettano perfettamente la forza di gravità, possono anche essere raccolte dai giocatori ed essere lanciate

## Le texture
Le texture indicano se le pareti sono fatte di pietra o di metallo, mostra crepe o no sui muri, si può aggiungere sangue sui muri grazie ad esse. Sono i colori e degli sfondi (come tubi di metallo) 2D sui muri. Gli sfondi vengono utilizzati in particolare nei giochi goldsource. Esse permettono di modificare le pareti, in base al luogo in cui il giocatore si trova in quella mappa.

## Giochi che usano il Goldsource
L'hammer editor può creare livelli per tutti i giochi che usano il motore grafico goldsource creati dalla Valve. Ecco la lista:
- Half-Life,
- Half-Life: Opposing Force,
- Half-Life: Blue Shift e
- Half-Life: Decay.

Anche le mod più importanti che sono diventate giochi possono essere modificate con l'hammer senza bisogno di autorizzazione: Gunman Chronicles, Counter-Strike e Day of Defeat.
Le mod che non sono diventate giochi a sé, talvolta per essere modificati e pubblicare le creazioni sui siti per scaricarle, richiedono un'autorizzazione data dall'autore della mod, ma non sempre avviene questo.

## Giochi che usano il motore grafico "Source Engine" (e tutte le versioni modificate)
I giochi che usano il motore grafico Source Engine, sviluppati dalla valve e le mod, possono essere modificati con le ultime versioni dell'hammer editor, tra questi abbiamo:
- Alien Swarm
- Counter-Strike: Global Offensive
- Counter-Strike: Source
- Day of Defeat: Source
- Dota 2
- Half-Life: Source
- Half-Life 2
- Half-Life 2: Lost Coast
- Half-Life 2: Episode One
- Half-Life 2: Episode Two
- Left 4 Dead
- Left 4 Dead 2
- Portal
- Portal 2
- Team Fortress 2

Le mod possono essere modificate con autorizzazione, per quelle a pagamento e per alcune mod, non serve l'autorizzazione.